# Francillon-sur-Roubion
Francillon-sur-Roubion település Franciaországban, Drôme megyében. Lakosainak száma 185 fő (2022. január 1.). Francillon-sur-Roubion Félines-sur-Rimandoule, Mornans, Le Poët-Célard, Saou és Soyans községekkel határos.

## Népesség
A település népességének változása:
| Lakosok száma | 119  | 133  | 124  | 168  | 182  | 186  | 190  | 191  | 192  | 185  |
|               | 1968 | 1982 | 1990 | 2006 | 2013 | 2015 | 2017 | 2019 | 2020 | 2022 |